# Новотроїцька селищна рада (Генічеський район)
Новотро́їцька се́лищна ра́да — адміністративно-територіальна одиниця та орган місцевого самоврядування в Новотроїцькому районі Херсонської області. Адміністративний центр — селище міського типу Новотроїцьке.

## Загальні відомості
Новотроїцька селищна рада утворена в 1959 році.
- Територія ради: 198,688 км²
- Населення ради: 12 194 особи (станом на 2001 рік)

## Населені пункти
Селищній раді підпорядковані населені пункти:
- смт Новотроїцьке
- с. Благовіщенка
- с. Захарівка

## Склад ради
Рада складається з 32 депутатів та голови.
- Голова ради: Мельник Василь Іванович
- Секретар ради: Бєляєва Ірина Олександрівна

### Керівний склад попередніх скликань
| Прізвище, ім'я, по батькові | Основні відомості                                                                     | Дата обрання | Дата звільнення |
| --------------------------- | ------------------------------------------------------------------------------------- | ------------ | --------------- |
| Мельник Василь Іванович     | Селищний голова, 1948 року народження, освіта вища, член Комуністичної партії України | 26.03.2006   | 31.10.2010      |
| Мельник Василь Іванович     | Селищний голова, 1948 року народження, освіта вища, член Комуністичної партії України | 31.10.2010   |                 |

Примітка: таблиця складена за даними сайту Верховної Ради України

### Депутати
За результатами місцевих виборів 2010 року депутатами ради стали:

#### За суб'єктами висування
| Суб'єкт висування                 | Кількість обраних депутатів | %    |
| --------------------------------- | --------------------------- | ---- |
| Партія регіонів                   | 21                          | 65,6 |
| Комуністична партія України       | 6                           | 18,8 |
| Самовисування                     | 2                           | 6,3  |
| Народна партія                    | 1                           | 3,1  |
| Партія «Справедливість»           | 1                           | 3,1  |
| Політична партія «Сильна Україна» | 1                           | 3,1  |

#### За округами
| № округу                          | Прізвище, ім'я, по батькові           | Дата визнання обраним | Освіта  | Партійна приналежність            | Відомості про обраного депутата                                |
| --------------------------------- | ------------------------------------- | --------------------- | ------- | --------------------------------- | -------------------------------------------------------------- |
| Комуністична партія України       |                                       |                       |         |                                   |                                                                |
| 4                                 | Нестеренко Костянтин Юрійович         | 05.11.2010            | вища    | позапартійний                     | Новотроїцький РВГУМНС, старший інспектор                       |
| 9                                 | Коберник Віктор Петрович              | 05.11.2010            | вища    | член Комуністичної партії України | Пожежна охорона, охоронник                                     |
| 10                                | Бєляєва Ірина Олександрівна           | 05.11.2010            | вища    | член Комуністичної партії України | Новотроїцька селищна рада, секретар                            |
| 18                                | Романова Лідія Іванівна               | 05.11.2010            | вища    | член Комуністичної партії України | пенсіонер                                                      |
| 30                                | Катериняк Надія Андріївна             | 05.11.2010            | вища    | позапартійна                      | Ясла сад № 1, завідувачка                                      |
| 31                                | Волошин Геннадій Анатолійович         | 05.11.2010            | вища    | член Комуністичної партії України | тимчасово не працює                                            |
| Народна Партія                    |                                       |                       |         |                                   |                                                                |
| 6                                 | Філяс Ніна Миронівна                  | 05.11.2010            | вища    | позапартійна                      | Новотроїцька загальноосвітня школа, вчитель                    |
| Партія регіонів                   |                                       |                       |         |                                   |                                                                |
| 1                                 | Анохіна Ірина Іванівна                | 05.11.2010            | середня | позапартійна                      | Новотроїцький центр духовного відродження, головний спеціаліст |
| 2                                 | Тарасіч Сергій Миколайович            | 05.11.2010            | вища    | член Партії регіонів              | тимчасово не працює                                            |
| 3                                 | Шилін Сергій Іванович                 | 05.11.2010            | середня | член Партії регіонів              | пенсіонер                                                      |
| 5                                 | Губанов Микола Романович              | 05.11.2010            | середня | член Партії регіонів              | пенсіонер                                                      |
| 7                                 | Райська Галина Валентинівна           | 05.11.2010            | середня | член Партії регіонів              | Новотроїцька центральна бібліотека, заступник директора        |
| 11                                | Прядко Валерій Олександрович          | 05.11.2010            | вища    | член Партії регіонів              | тимчасово не працює                                            |
| 12                                | Каранда Людмила Семенівна             | 05.11.2010            | вища    | позапартійна                      | Відділ статистики, начальник                                   |
| 14                                | Бєляєва Алла Анатоліївна              | 05.11.2010            | середня | член Партії регіонів              | Новотроїцьке житлово комунальне підприємство, спеціаліст       |
| 15                                | Пойда Оксана Володимирівна            | 05.11.2010            | вища    | член Партії регіонів              | ЦРЛ, медична сестра                                            |
| 16                                | Бардашевський Олександр Олександрович | 05.11.2010            | середня | член Партії регіонів              | тимчасово не працює                                            |
| 19                                | Сенчик Павло Васильович               | 05.11.2010            | вища    | член Партії регіонів              | Новотроїцький елеватор, спеціаліст                             |
| 20                                | Каранда Наталя Мойсеївна              | 05.11.2010            | середня | член Партії регіонів              | Новотроїцька центральна бібліотека, бібліотекар                |
| 21                                | Лисенко Володимир Олексійович         | 05.11.2010            | вища    | член Партії регіонів              | пенсіонер                                                      |
| 22                                | Криворотько Наталя Миколаївна         | 05.11.2010            | середня | член Партії регіонів              | Ясла-садок № 2, вихователь                                     |
| 23                                | Задорожня Тетяна Анатоліївна          | 05.11.2010            | вища    | член Партії регіонів              | Відділ культури і туризму, бухгалтер                           |
| 25                                | Семерук Людмила Іванівна              | 05.11.2010            | вища    | член Партії регіонів              | Новотроїцька гімназія, вчитель                                 |
| 26                                | Філенко Алла Володимирівна            | 05.11.2010            | середня | член Партії регіонів              | Приватний підприемець Філенко, голова                          |
| 27                                | Гончаров Олександр Миколайович        | 05.11.2010            | вища    | член Партії регіонів              | приватний підприємець                                          |
| 28                                | Дзіна Наталія Володимирівна           | 05.11.2010            | вища    | член Партії регіонів              | Новотроїцька гімназія, вчитель                                 |
| 29                                | Волошин Василь Володимирович          | 05.11.2010            | середня | член Партії регіонів              | тимчасово не працює                                            |
| 32                                | Добровольський Микола Миколайович     | 05.11.2010            | середня | член Партії регіонів              | приватний підприємець                                          |
| Партія «Справедливість»           |                                       |                       |         |                                   |                                                                |
| 17                                | Воронко Тетяна Миколаївна             | 05.11.2010            | вища    | член Партії «Справедливість»      | Ясла-садок № 2, завідувачка                                    |
| Політична партія «Сильна Україна» |                                       |                       |         |                                   |                                                                |
| 13                                | Каліберда Надія Петрівна              | 05.11.2010            | вища    | позапартійна                      | пенсіонер                                                      |
| Самовисування                     |                                       |                       |         |                                   |                                                                |
| 8                                 | Сотнік Олексій Павлович               | 05.11.2010            | середня | позапартійний                     | ЦРЛ, водій                                                     |
| 24                                | Загоренко Микола Федорович            | 05.11.2010            | вища    | член Селянської партії України    | Новотроїцький райавтодор, начальник                            |